# VI Klucz Kominowy (Sa)
VI Klucz Kominowy (Sa) – polska jednostka lotnicza utworzona we Francji w maju 1940 w jako pododdział  Polskich Sił Powietrznych.

## Formowanie i walki
Klucz sformowany został w połowie maja w bazie Lyon-Bron. Jego dowódcą został por. Czesław Sałkiewicz. W jego składzie walczyło czterech pilotów, a personel naziemny liczył dwadzieścia jeden osób. 

Jednostka stacjonowała w Tuluzie z zadaniem powietrznej ochrony tamtejszych zakładów lotniczych S.N.C.A.M. (Societe Nationale des Constructions Aeronautiques Midi). Początkowo piloci latali na samolotach typu Dewoitine D-501, a od 3 czerwca na D-520. 30 maja w wypadku lotniczym śmierć poniósł dowódca zespołu por. Sałkiewicz, a jego zastępcą został mianowany  mianowany ppor. Szmejl. 21 czerwca, na pisemny rozkaz komendanta bazy lotniczej Tuluza-Francazal piloci odlecieli przez Perpignan do Algieru, gdzie zdali sprzęt miejscowym władzom francuskim. Następnie wszyscy przedostali się drogą morską do Anglii.

## Żołnierze klucza
Piloci
- por. Czesław Sałkiewicz – dowódca
- ppor. Bronisław Kłosin
- kpr. Tadeusz Nastorowicz
- kpr. Władysław Wieraszka
- ppor. Stanisław Szmejl - następca

od 9 czerwca:
- ppor. Stanisław Czarnecki
- pchor. Adam Damm
- pchor. Longin Majewski